# U-94 (tàu ngầm Đức) (1940)
U-94 là một tàu ngầm tấn công  Lớp Type VII thuộc phân lớp Type VIIC được Hải quân Đức Quốc Xã chế tạo trong Chiến tranh Thế giới thứ hai. Nhập biên chế năm 1940, nó đã thực hiện được tổng cộng mười chuyến tuần tra, đánh chìm được 26 tàu buôn với tổng tải trọng 141.852 GRT, đồng thời gây hư hại cho một tàu buôn khác. Trong chuyến tuần tra cuối cùng tại khu vực biển Caribe, U-94 bị một thủy phi cơ tuần tra PBY Catalina Hải quân Hoa Kỳ phối hợp cùng tàu corvette Canada HMCS Oakville đánh chìm vào ngày 28 tháng 8, 1942.

## Thiết kế và chế tạo

### Thiết kế

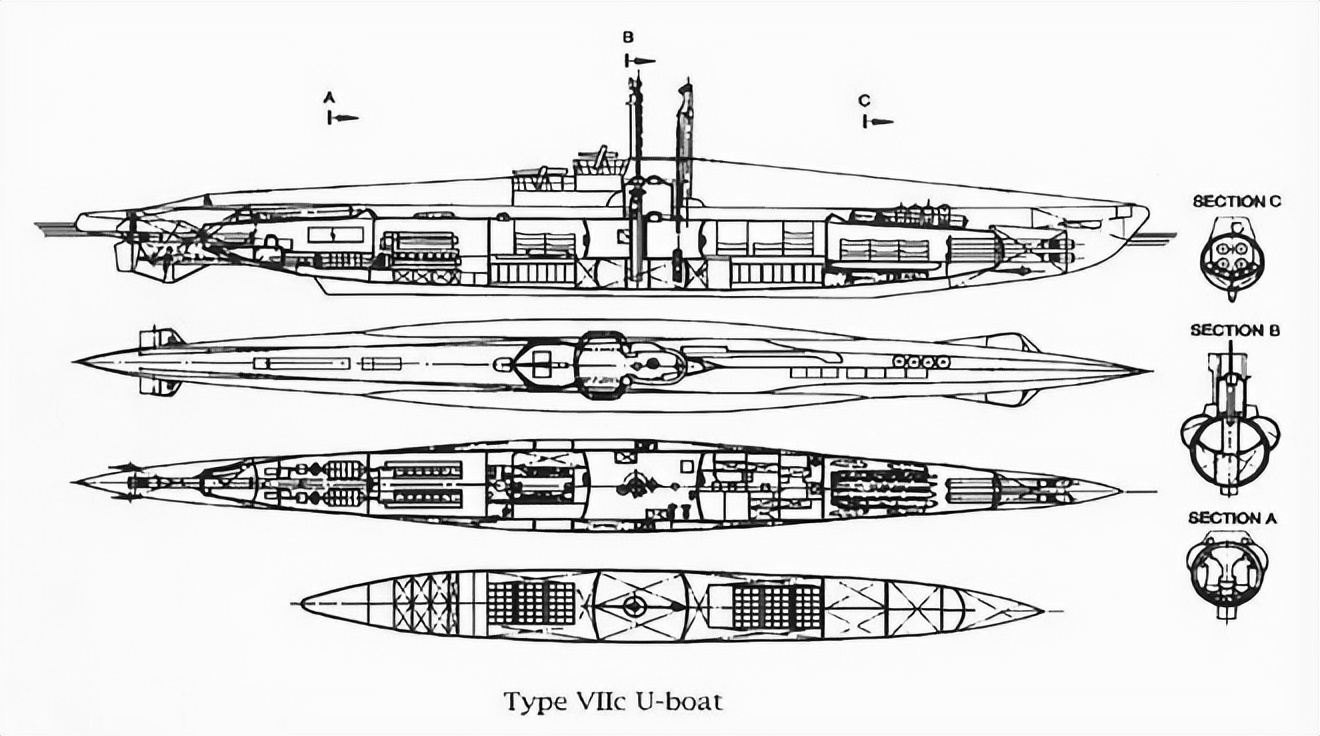
Sơ đồ các mặt cắt một tàu ngầm Type VIIC

Phân lớp VIIC của Tàu ngầm Type VII là một phiên bản VIIB được kéo dài thêm. Chúng có trọng lượng choán nước 769 t (757 tấn Anh) khi nổi và 871 t (857 tấn Anh) khi lặn). Con tàu có chiều dài chung 67,10 m (220 ft 2 in), lớp vỏ trong chịu áp lực dài 50,50 m (165 ft 8 in), mạn tàu rộng 6,20 m (20 ft 4 in), chiều cao 9,60 m (31 ft 6 in) và mớn nước 4,74 m (15 ft 7 in).
Chúng trang bị hai động cơ diesel Germaniawerft F46 siêu tăng áp 6-xy lanh 4 thì, tổng công suất 2.800–3.200 PS (2.100–2.400 kW; 2.800–3.200 bhp), dẫn động hai trục chân vịt đường kính 1,23 m (4,0 ft), cho phép đạt tốc độ tối đa 17,7 kn (32,8 km/h), và tầm hoạt động tối đa 8.500 nmi (15.700 km) khi đi tốc độ đường trường 10 kn (19 km/h). Khi đi ngầm dưới nước, chúng sử dụng hai động cơ/máy phát điện AEG GU 460/8–27  tổng công suất 750 PS (550 kW; 740 shp). Tốc độ tối đa khi lặn là 7,6 kn (14,1 km/h), và tầm hoạt động 80 nmi (150 km) ở tốc độ 4 kn (7,4 km/h). Con tàu có khả năng lặn sâu đến 230 m (750 ft).
Vũ khí trang bị có năm ống phóng ngư lôi 53,3 cm (21 in), bao gồm bốn ống trước mũi và một ống phía đuôi, và mang theo tổng cộng 14 quả ngư lôi, hoặc tối đa 22 quả thủy lôi TMA, hoặc 33 quả TMB. Tàu ngầm Type VIIC bố trí một hải pháo 8,8 cm SK C/35 cùng một pháo phòng không 2 cm (0,79 in) trên boong tàu. Thủy thủ đoàn bao gồm 4 sĩ quan và 40-56 thủy thủ.

### Chế tạo
U-94 được đặt hàng vào ngày 30 tháng 5, 1938, và được đặt lườn tại xưởng tàu của hãng Friedrich Krupp Germaniawerft tại Kiel vào ngày 9 tháng 9, 1939. Nó được hạ thủy vào ngày 12 tháng 6, 1940, và nhập biên chế cùng Hải quân Đức Quốc Xã vào ngày 10 tháng 8, 1940 dưới quyền chỉ huy của Hạm trưởng, Đại úy Hải quân Herbert Kuppisch.

## Lịch sử hoạt động

### 1940

#### Chuyến tuần tra thứ nhất
U-94 xuất phát từ Kiel vào ngày 20 tháng 11, 1940 cho chuyến tuần tra đầu tiên trong chiến tranh. Nó tiến vào Bắc Hải, rồi băng qua khe GIUK giữa các quần đảo Shetland và Faroe để vòng qua quần đảo Anh và đi đến khu vực tuần tra trong Bắc Đại Tây Dương về phía Tây Ireland (Khu vực Tiếp cận phía Tây). Tại đây vào ngày 2 tháng 12, nó đã tấn công Đoàn tàu HX 90, đánh chìm các tàu buôn Anh Stirlingshire 6.022 GRT và Wilhelmina 6.725 GRT ở vị trí khoảng 280 nmi (520 km) về phía Tây Bắc Bloody Foreland, Ireland. Đến ngày 11 tháng 12, nó đã tấn công tàu buôn Anh Empire Statesman 5.306 GRT bị tách rời khỏi Đoàn tàu SLS 56 và đánh chìm mục tiêu ở vị trí về phía Tây Ireland. U-94 kết thúc chuyến tuần tra và đi đến cảng Lorient bên bờ biển Đại Tây Dương của Pháp đã bị Đức chiếm đóng, đến nơi vào ngày 31 tháng 12. Lorient trở thành căn cứ hoạt động của nó trong ba chuyến tuần tra tiếp theo.

### 1941

#### Chuyến tuần tra thứ hai
U-94 khởi hành từ cảng Lorient, Pháp vào ngày 9 tháng 1, 1941 cho chuyến tuần tra thứ hai, để hoạt động tại vùng biển Bắc Đại Tây Dương về phía Tây Bắc Scotland và Ireland. Nó đã lần lượt tấn công và đánh chìm tàu buôn Anh Florian 3.174 GRT ở vị trí khoảng 140 mi (230 km) về phía Tây Nam quần đảo Faroe vào ngày 20 tháng 1; tàu buôn Anh West Wales 4.353 GRT vào ngày 29 tháng 1; và tàu buôn Anh Rushpool 5.125 GRT vào ngày 30 tháng 1, cả hai cùng bị tách khỏi Đoàn tàu SC 19 và bị đắm về phía Tây Nam Rockall. U-94 quay trở về cảng Lorient vào ngày 19 tháng 2.

#### Chuyến tuần tra thứ ba
Trong chuyến tuần tra thứ ba kéo dài từ ngày 29 tháng 3 đến ngày 18 tháng 4, U-94 mở rộng phạm vi hoạt động tại Bắc Đại Tây Dương đến tận eo biển Đan Mạch giữa Iceland và Greenland. Nó đã tấn công và đánh chìm tàu buôn Anh Harbledown 5.414 GRT bị tách khỏi Đoàn tàu SC 26 về phía Tây Nam Iceland vào ngày 4 tháng 4; rồi tiếp tục đánh chìm bằng ngư lôi và hải pháo tàu chở dầu Na Uy Lincoln Ellsworth 5.580 GRT ở vị trí 150 mi (240 km) về phía Tây Iceland vào ngày 6 tháng 4.

#### Chuyến tuần tra thứ tư
U-94 khởi hành từ Lorient vào ngày 29 tháng 4 cho chuyến tuần tra thứ tư; nó tiếp tục hoạt động tại vùng biển Bắc Đại Tây Dương về phía Nam Iceland và Greenland. Nó đã tấn công Đoàn tàu OB 318 ở vị trí khoảng 200 mi (320 km) về phía Tây Nam Reykjavik, Iceland vào ngày 7 tháng 5, đánh chìm tàu buôn Anh Ixion 10.263 GRT và tàu buôn Na Uy Eastern Star 5.658 GRT. Chiếc tàu ngầm bị các tàu hộ tống của đoàn tàu vận tải phản công quyết liệt với 98 quả mìn sâu được thả xuống trong suốt bốn giờ; U-94 tự sửa chữa những hư hại nhẹ mắc phải và tiếp tục chuyến tuần tra. Đến ngày 20 tháng 5, nó tiếp tục tấn công Đoàn tàu HX 126 ở vị trí khoảng 200 mi (320 km) về phía Đông Nam mũi Farewell, Greenland, đánh chìm tàu buôn Anh Norman Monarch 4.718 GRT và tàu chở dầu Na Uy John P. Pedersen 6.128 GRT. Nó kết thúc chuyến tuần tra và đi đến cảng St. Nazaire cùng tại bờ Đại Tây Dương của Pháp vào ngày 4 tháng 6.

#### Chuyến tuần tra thứ năm
Xuất phát từ St. Nazaire cho chuyến tuần tra thứ năm vào ngày 12 tháng 7, U-94 chuyển đến hoạt động tại khu vực giữa Đại Tây Dương ở lối ra vào eo biển Gibraltar và phía Tây quần đảo Canaria. Tuy nhiên nó đã không đánh chìm được mục tiêu nào nên kết thúc chuyến tuần tra và quay trở lại St. Nazaire vào ngày 16 tháng 8.

#### Chuyến tuần tra thứ sáu
U-94 khởi hành từ St. Nazaire vào ngày 2 tháng 9 cho chuyến tuần tra thứ sáu, và quay trở lại hoạt động tại vùng biển giữa Bắc Đại Tây Dương. Chỉ trong ngày 15 tháng 9, nó đã đánh chìm ba tàu buôn thuộc Đoàn tàu ON 14 về phía Đông Nam mũi Farewell: các tàu buôn Anh Newbury5.102 GRT và Empire Eland 5.613 GRT cùng tàu buôn Hy Lạp Pegasus 5.762 GRT. Đến ngày 1 tháng 10, nó phóng năm quả ngư lôi tấn công tàu chở dầu Anh San Florentino 12.842 GRT bị tách khỏi Đoàn tàu ON 19 về phía Đông Nam mũi Farewell. Ba quả ngư lôi trúng đích khiến mục tiêu vỡ làm đôi; phần đuôi đắm lúc 05 giờ 52 phút ngày hôm sau, trong khi phần mũi tiếp tục nổi cho đến khi bị một tàu chiến Canada đánh đắm bằng hải pháo. U-94 kết thúc chuyến tuần tra và quay trở lại cảng Kiel vào ngày 15 tháng 10.

### 1942

#### Chuyến tuần tra thứ bảy
Sau khi chiếc tàu ngầm hoàn tất việc đại tu, nó xuất phát từ Kiel vào ngày 12 tháng 1, 1942 chuyến tuần tra thứ bảy, băng qua khe GIUK để hoạt động tại vùng biển phía Tây Bắc Scotland. U-94 kết thúc chuyến tuần tra tại St. Nazaire vào ngày 30 tháng 1.

#### Chuyến tuần tra thứ tám
Xuất phát từ St. Nazaire cho chuyến tuần tra thứ tám vào ngày 12 tháng 2, U-94 băng qua suốt Bắc Đại Tây Dương để mở rộng phạm vi hoạt động đến tận vùng bờ Đông Canada và Hoa Kỳ. Trên đường đi giữa Đại Tây Dương vào ngày 24 tháng 2, nó đã đánh chìm chiếc tàu buôn Anh Empire Hail 7.005 GRT bị tách khỏi Đoàn tàu ON 66 ở vị trí khoảng 540 mi (870 km) về phía Đông Nam Newfoundland. Sau đó ở vùng bờ Đông Hoa Kỳ vào ngày 9 tháng 3, nó tiếp tục đánh chìm tàu buôn Brazil Cayrú 5.152 GRT ở một vị trí cách New York 130 mi (210 km). Hai ngày sau đó, nó lại đánh chìm tàu buôn Na Uy Hvoslef 1.630 GRT ở một vị trí cách 2 mi (3,2 km) về phía Đông đảo Fenwick, ngoài khơi vịnh Delaware. Trên đường quay trở về giữa Đại Tây Dương vào ngày 25 tháng 3, U-94 tiếp tục gây hư hại cho tàu chở dầu Anh Imperial Transport 8.022 GRT khi tấn công Đoàn tàu ON 77 ở vị trí 530 mi (850 km) về phía Đông St. John's, Newfoundland. U-94 kết thúc chuyến tuần tra tại St. Nazaire vào ngày 2 tháng 4.

#### Chuyến tuần tra thứ chín
Chuyến tuần tra thứ chín kéo dài từ ngày 4 tháng 5 đến ngày 23 tháng 6 trở thành chuyến tuần tra thành công nhất của U-94, khi nó xuất phát từ St. Nazaire và hoạt động tại khu vực giữa Bắc Đại Tây Dương. Nó đã tấn công Đoàn tàu ONS 92 ở vị trí khoảng 540 mi (870 km) về phía Đông Nam mũi Farewell, đánh chìm tàu buôn Panama Cocle 5.630 GRT vào ngày 12 tháng 5, tàu buôn Thụy Điển Tolken 4.399 GRT và tàu buôn Anh Batna 4.471 GRT vào ngày 13 tháng 5. Đến ngày 5 tháng 6, U-94 đánh chìm thuyền buồm Bồ Đào Nha Maria da Glória 320 GRT bằng hải pháo. Sau đó chiếc tàu ngầm lại tấn công Đoàn tàu ONS 100 ở vị trí về phía Đông Nam mũi Farewell, đánh chìm các tàu buôn Anh Ramsay 4.855 GRT và Empire Clough 6.147 GRT vào ngày 10 tháng 6, và tàu buôn Anh Pontypridd 4.458 GRT vào ngày 11 tháng 6, U-94 kết thúc chuyến tuần tra tại St. Nazaire.

#### Chuyến tuần tra thứ mười - Bị mất
U-94 rời cảng St. Nazaire lần sau cùng vào ngày 3 tháng 8 cho chuyến tuần tra thứ mười, cũng là chuyến cuối cùng, để hoạt động tại khu vực biển Caribe. Vào ngày 28 tháng 8, nó tấn công Đoàn tàu TAW 15 ngoài khơi Haiti, nhưng bị lực lượng hộ tống Hoa Kỳ và Canada phản công. Thoạt tiên một thủy phi cơ tuần tra PBY Catalina của Hải quân Hoa Kỳ đã ném bom chiếc tàu ngầm, và sau đó các tàu corvette Hải quân Hoàng gia Canada HMCS Halifax và HMCS Snowberry tiếp tục tấn công. Đợt tấn công bằng mìn sâu của chiếc HMCS Oakville khiến U-94 hư hại nặng và buộc phải trồi lên mặt nước.
Oakville húc vào U-94 hai lần buộc đối phương phải dừng lại. Sau đó một đội đổ bộ từ Oakville tìm cách chiếm chiếc U-94, nhưng thủy thủ đoàn của chiếc tàu ngầm đã đánh đắm tàu, và nó đắm tại tọa độ 17°40′B 74°30′T / 17,667°B 74,5°T. Mười chín thành viên thủy thủ đoàn U-94 đã tử trận, nhưng Oakville cứu được 26 người sống sót, bao gồm Trung úy Otto Ites hạm trưởng của U-94.

### "Bầy sói" tham gia
U-94 từng tham gia sáu bầy sói:
- West (8 – 29 tháng 5, 1941)
- Süd (22 tháng 7 – 5 tháng 8, 1941)
- Seewolf (5 – 15 tháng 9, 1941)
- Brandenburg (15 – 29 tháng 9, 1941)
- Robbe (17 – 24 tháng 1, 1942)
- Hecht (8 tháng 5 – 16 tháng 6, 1942)

### Tóm tắt chiến công
U-94 đã đánh chìm được 26 tàu buôn với tổng tải trọng 141.852 GRT, đồng thời gây hư hại cho một tàu buôn khác:
| Ngày              | Tên tàu            | Quốc tịch      | Tải trọng | Số phận      |
| ----------------- | ------------------ | -------------- | --------- | ------------ |
| 2 tháng 12, 1940  | Stirlingshire      | United Kingdom | 6.022     | Bị đánh chìm |
| 2 tháng 12, 1940  | Wilhelmina         | United Kingdom | 6.725     | Bị đánh chìm |
| 11 tháng 12, 1940 | Empire Statesman   | United Kingdom | 5.306     | Bị đánh chìm |
| 20 tháng 1, 1941  | Florian            | United Kingdom | 3.174     | Bị đánh chìm |
| 29 tháng 1, 1941  | West Wales         | United Kingdom | 4.353     | Bị đánh chìm |
| 30 tháng 1, 1941  | Rushpool           | United Kingdom | 5.125     | Bị đánh chìm |
| 4 tháng 4, 1941   | Harbledown         | United Kingdom | 5.414     | Bị đánh chìm |
| 6 tháng 4, 1941   | Lincoln Ellsworth  | Norway         | 5.580     | Bị đánh chìm |
| 7 tháng 5, 1941   | Ixon               | United Kingdom | 10.263    | Bị đánh chìm |
| 7 tháng 5, 1941   | Eastern Star       | Norway         | 5.658     | Bị đánh chìm |
| 20 tháng 5, 1941  | John P. Pedersen   | Norway         | 6.128     | Bị đánh chìm |
| 20 tháng 5, 1941  | Norman Monarch     | United Kingdom | 4.718     | Bị đánh chìm |
| 15 tháng 9, 1941  | Newbury            | United Kingdom | 5.102     | Bị đánh chìm |
| 15 tháng 9, 1941  | Pegasus            | Greece         | 5.762     | Bị đánh chìm |
| 15 tháng 9, 1941  | Empire Eland       | United Kingdom | 5.613     | Bị đánh chìm |
| 1 tháng 10, 1941  | San Florentino     | United Kingdom | 12.842    | Bị đánh chìm |
| 24 tháng 2, 1942  | Empire Hail        | United Kingdom | 7.005     | Bị đánh chìm |
| 9 tháng 3, 1942   | Cayrǘ              | Brazil         | 5.152     | Bị đánh chìm |
| 11 tháng 3, 1942  | Hvoslef            | Norway         | 1.630     | Bị đánh chìm |
| 25 tháng 3, 1942  | Imperial Transport | United Kingdom | 8.022     | Bị hư hại    |
| 12 tháng 5, 1942  | Cocle              | Panama         | 5.630     | Bị đánh chìm |
| 13 tháng 5, 1942  | Tolken             | Sweden         | 4.471     | Bị đánh chìm |
| 13 tháng 5, 1942  | Batna              | United Kingdom | 4.399     | Bị đánh chìm |
| 5 tháng 6, 1942   | Maria da Glória    | Portugal       | 320       | Bị đánh chìm |
| 10 tháng 6, 1942  | Ramsay             | United Kingdom | 4.855     | Bị đánh chìm |
| 10 tháng 6, 1942  | Empire Clough      | United Kingdom | 6.147     | Bị đánh chìm |
| 11 tháng 6, 1942  | Pontypridd         | United Kingdom | 4.458     | Bị đánh chìm |